# گلادستون (نیومکزیکو)
گلادستون (به انگلیسی: Gladstone) یک منطقهٔ مسکونی در ایالات متحده آمریکا است که در شهرستان یونیون، نیومکزیکو واقع شده‌است. گلادستون ۱٬۷۹۲٫۸۶ متر بالاتر از سطح دریا واقع شده‌است.